# Право на протест

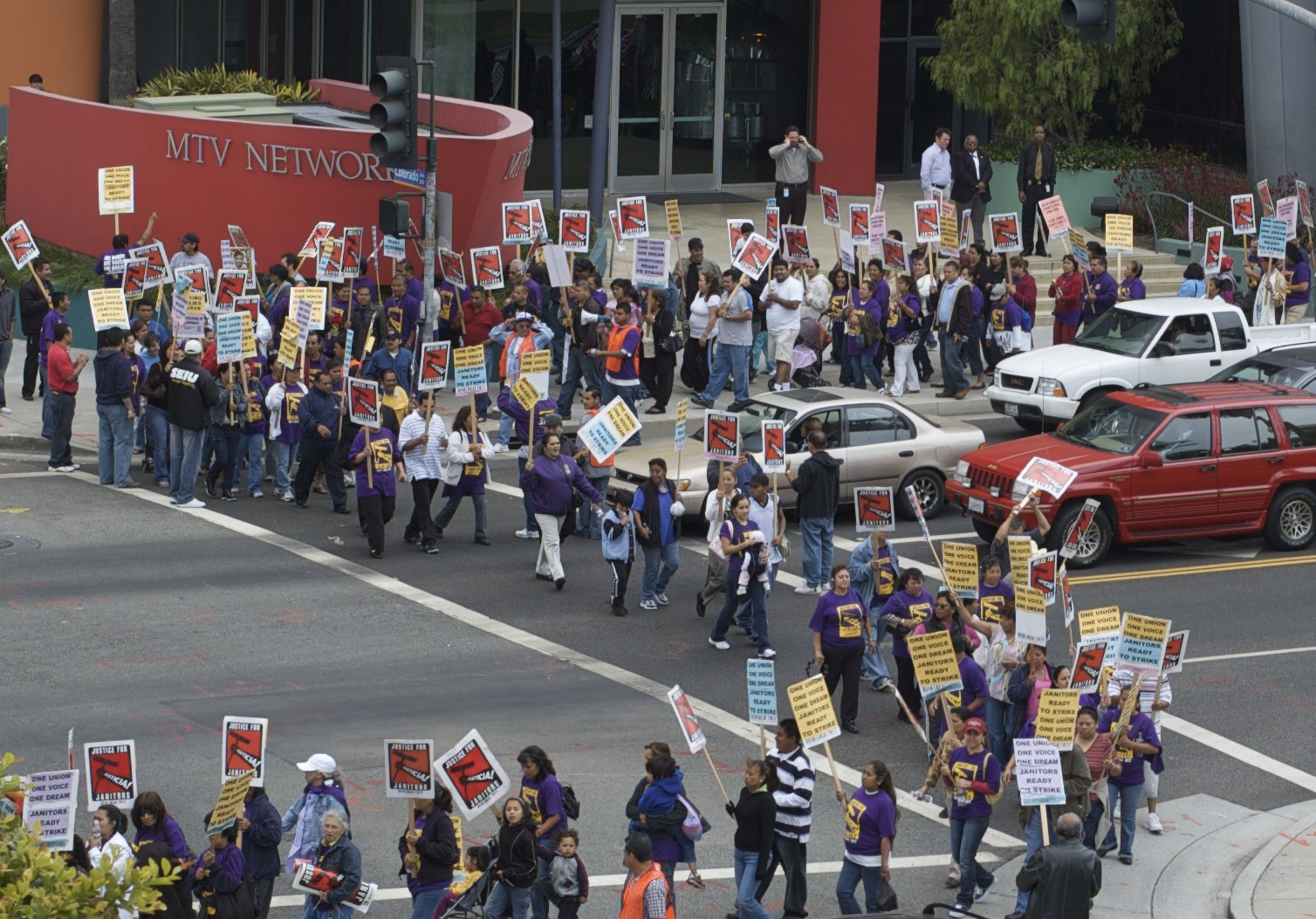
Уборщики реализуют свое право на протест перед зданием MTV в Санта-Монике, Калифорния.

Право на протест может быть проявлением права на свободу собраний, права на свободу ассоциации и права на свободу слова. 
Во многих международных договорах четко сформулировано право на протест. К таким соглашениям относятся Европейская конвенция о правах человека 1950 года, особенно статьи 9–11; и Международный пакт о гражданских и политических правах 1966 года, особенно статьи 18–22. В статье 9 провозглашается «право на свободу мысли, совести и религии».  В статье 10 провозглашается «право на свободу выражения мнения».  Статья 11 провозглашает «право на свободу ассоциации с другими, включая право создавать профсоюзы и вступать в них для защиты своих интересов».  Однако в этих и других соглашениях права на свободу собраний, свободу ассоциаций и свободу слова подлежат определенным ограничениям. Например, Международный пакт о гражданских и политических правах содержит запреты на «пропаганду войны» и пропаганду «национальной, расовой или религиозной ненависти»; и он позволяет ограничивать свободу собраний, если это необходимо «в демократическом обществе в интересах национальной безопасности или общественной безопасности, общественного порядка, защиты здоровья или нравственности населения или защиты прав и свобод других лиц» (Статьи 20 и 21). В разных местах были приняты свои собственные разъяснения этих прав.
Однако протесты не обязательно носят насильственный характер или представляют собой угрозу интересам национальной или общественной безопасности. Протесты, даже кампании ненасильственного сопротивления, часто могут иметь характер позитивной поддержки демократического и конституционного порядка. Это может произойти, например, когда такое сопротивление возникает в ответ на военный государственный переворот;  или в случае отказа руководства государства сдаться после поражения на выборах.

## Внешние ссылки
- Знай свои права: демонстрации и протесты Архивная копия от 25 февраля 2021 на Wayback Machine (PDF) - Американский союз гражданских свобод